# Франческа Марчано
Франческа Марчано (італ. Francesca Marciano; нар. 17 липня 1955, Рим) — італійська сценаристка, письменниця та акторка.

## Життєпис
Народилася 17 липня 1955 року у Римі в родині, пов'язаній з кіно та літературою. Як акторка дебютувала у фільмах Ліни Вертмюллер «Паскуаліно Семеро красунь» (1975) та Пупі Аваті «Будинок з вікнами, що сміються» (1976). У 22-річному віці переїхала до Нью-Йорка, де вивчала режисуру у школі Лі Страсберга та відвідувала семінари Ніколаса Рея. Працювала асистентом американського режисера Лайонела Рогозіна в Impact Film. Пізніше почала працювати у нью-йоркському офісі телерадіокомпанії Rai.
1983 року спільно зі Стефанією Казіні створила фільм «Здалеку» про життя італійських емігрантів у США, який був представлений на 40-му Венеційському кінофестивалі, й за який наступного року номінувалася на премію Давид ді Донателло у категорії Найкращий режисерський дебют. 1992 року почалася її співпраця як сценаристки з режисером Карло Вердоне, яка одразу принесла їй премію Давид ді Донателло у категорії Найкращий сценарій за кінокомедію «Хай буде проклятий той день, коли я зустрів тебе», а 2010 року — премію Срібна стрічка у категорії Найкращий сюжет за фільм «Фатальна Лара» (2009).
Наприкінці 1980-х років переїхала до Кенії, де збирала матеріали для Rai. Пізніше повернулася до США.
1998 року у нью-йоркському видавництві «Pantheon» вийшов її перший роман «Правила дикої природи», дія якого відбувається у Кенії. 2003 року її другий роман «Червоний дім» (2002) був удостоєний Національної літературної премії для жінок-письменниць.

## Фільмографія
Акторка

| Рік  |   | Українська назва               | Оригінальна назва                 | Роль      |
| ---- | - | ------------------------------ | --------------------------------- | --------- |
| 1975 | ф | Паскуаліно «Семеро красунь»    | Pasqualino Settebellezze          | Кароліна  |
| 1976 | ф | Будинок з вікнами, що сміються | La casa dalle finestre che ridono | Франческа |
| 1977 | ф | Усі мерці… крім мертвих        | Tutti defunti… tranne i morti     | Іларія    |
| 1980 | ф | Повернення Казанови            | Il ritorno di Casanova            | -         |

Сценарист
- 1983 — Здалеку (італ. Lontano da dove), реж. Стефанія Казіні, Франческа Марчано
- 1990 — Турне (італ. Turné), реж. Габріеле Сальваторес
- 1992 — Хай буде проклятий той день, коли я зустрів тебе (італ. Maledetto il giorno che t'ho incontrato), реж. Карло Вердоне
- 1994 — Не будемо більше зустрічатися! (італ. Perdiamoci di vista!), реж. Карло Вердоне
- 1996 — Я божеволію від Айріс (італ. Sono pazzo di Iris Blond), реж. Карло Вердоне
- 1996 — Моє покоління (італ. La mia generazione), реж. Вільма Лабате
- 2003 — Я не боюся (італ. Io non ho paura), реж. Габріеле Сальваторес
- 2004 — Кохання вічне, поки воно сильне (італ. L’amore è eterno finché dura), реж. Карло Вердоне
- 2005 — Звір у серці (італ. La bestia nel cuore), реж. Крістіна Коменчині
- 2007 — Синьйорина Еф (італ. Signorina Effe), реж. Вільма Лабате
- 2009 — Підніми голову (італ. Alza la testa), реж. Алессандро Анджеліні
- 2009 — Фатальна Лара (італ. Io, iore e Lara), реж. Карло Вердоне
- 2010 — Школу закінчено (італ. La scuola è finita), реж. Валеріо Ялонго
- 2012 — Ти і я (італ. Io e te), реж. Бернардо Бертолуччі
- 2013 — Я подорожую одна (італ. Viaggio sola), реж. Марія Соле Тоньяцці
- 2013 — Мила італ. Miele, реж. Валерія Голіно
- 2014 — Втрачений рай (італ. Escobar: Paradise Lost), реж. Андреа Ді Стефано
- 2015 — Я і вона італ. Io e lei, реж. Марія Соле Тоньяцці
- 2016 — Чорний Перікл (італ. Pericle il nero), реж. Стефано Мордіні
- 2018 — Ейфорія (італ. Euforia), реж. Валерія Голіно
- 2020 — Венеційські таємниці  (італ. Lasciami andare), реж. Стефано Мордіні
- 2023 — Велика магія» (італ. Il sol dell'avvenire); реж. Нанні Моретті
- 2024 — Мистецтво радості (мінісеріал) (італ. L'arte della gioia), реж. Валерія Голіно
- 2024 — Зниклі вночі (італ. Svaniti nella notte), реж. Ренато Де Марія

Режисер
- 1983 — Здалеку (італ. Lontano da dove)
- 1988 — Невловиме кохання (кіноальманах) (італ. Provvisorio quasi d'amore), сегмент «Русалка» (італ. Sirena)
- 1998 — Казка про лева (документальний) (італ. ll racconto del leone)

## Нагороди та номінації
Давид ді Донателло
- 1984 — Номінація на найкращий режисерський дебют (Здалеку).
- 1992 — Найкращий сценарій (Хай буде проклятий той день, коли я зустрів тебе).
- 1994 — Номінація на найкращий сценарій (Не будемо більше зустрічатися).
- 2013 — Номінація на найкращий сценарій (Я подорожую одна).
- 2013 — Номінація на найкращий сценарій (Ти і я).
- 2014 — Номінація на найкращий сценарій (Мила).
- 2017 — Номінація на найкращий адаптований сценарій (Чорний Перікл).
- 2019 — Номінація на найкращий оригінальний сценарій (Ейфорія).
- 2021 — Номінація на найкращий адаптований сценарій (Венеційські таємниці).

Срібна стрічка
- 2010 — Найкращий сюжет (Фатальна Лара).
- 2013 — Номінація на найкращий сюжет (Я подорожую одна).
- 2016 — Найкращий сюжет (Я і вона).

Золота хлопавка
- 1992 — Номінація на найкращий сценарій (Хай буде проклятий той день, коли я зустрів тебе).
- 1993 — Найкращий сценарій (Я не боюся).
- 2010 — Номінація на найкращий сценарій (Фатальна Лара).
- 2013 — Номінація на найкращий сценарій (Я подорожую одна).
- 2014 — Номінація на найкращий сценарій (Мила).

Золотий глобус (Італія)
- 1992 — Номінація на найкращий сценарій (Хай буде проклятий той день, коли я зустрів тебе).
- 2013 — Номінація на найкращий сценарій (Ти і я).